# Mezőceked
Mezőceked, 1910-ig Mezőcikud (románul: Valea Largă, korábban Țicud) falu Maros megyében, Erdélyben, Romániában.

## Fekvése
A Mezőség déli részén, Marosludastól 18 km-re északra fekszik.

## Nevének eredete
1332-ben villa Cheked és Chikud, 1414-ben Cheged, 1522-ben Czeked, 1671–1676-ban Czikod, Czikud, 1676-ban Mezó Czikud néven írták. A Valea Largă ('széles völgy') nevet hatósági úton állapították meg számára.

## Története
1334-ben még katolikus, a 15. századtól román falu volt. 1708–1711-ben 40 családfője költözött a Körösök vidékére.1836-ban egy második görögkatolikus egyházközséget szerveztek benne. Lakói 1849 januárjában önként beszolgáltatták fegyvereiket.
Torda, 1876-tól Torda-Aranyos vármegyéhez tartozott. Lakói még a 20. században is jellemzően a kertek végébe temetkeztek.
Ortodox papja 1993-ban lebontatta az eredetileg görögkatolikus, 1820-ban épült ún. „hegyi templom”-ot, anyagát pedig eladta Szászsebes városnak, hogy a görögkatolikusok ne használhassák.
2007 júliusában első ízben rendezték meg itt a mezőségi prímástalálkozót, a 2004-ben elhunyt helyi prímás, Vasile Rizea emlékére.

## Népessége
- 1900-ban 2067 lakosából 2023 volt román, 27 magyar és 17 cigány anyanyelvű; 1816 görögkatolikus, 225 ortodox, 15 zsidó és 11 református vallású.
- 2002-ben 1829 lakosából 1771 volt román és 52 cigány nemzetiségű; 1294 ortodox, 55 pünkösdista és 18 görögkatolikus vallású.

## Látnivalók
- A ma is álló ortodox fatemplom 1780-ból való.